# کارسینوم

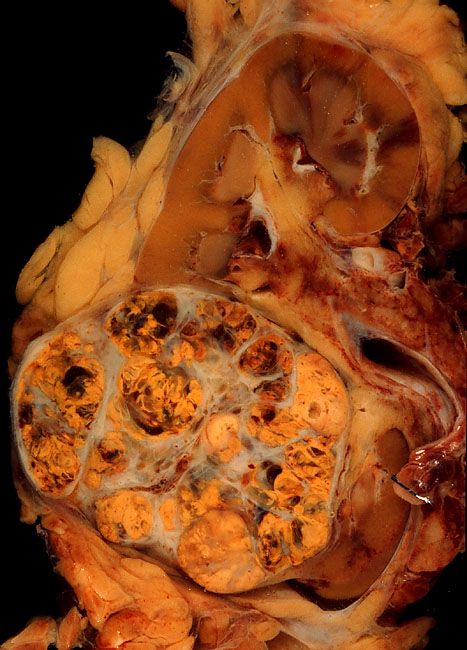
کارسینومای کلیوی

کارسینوم (به انگلیسی: Carcinoma) یا پوش‌چنگار  یاخته‌هایی پوششی‌ هستند که در نتیجۀ نورویش خوش‌خیم غدد سرطانی به وجود می‌آیند.
پوش‌چنگار به بافت‌های اطراف نفوذ نموده و توانایی متاستاز نیز دارد.
کارسینوم از سلول‌های تمایز یافته‌ای به وجود آمده‌اند که رفتار و شکل خاصی دارند. به طور مثال کراتین یا موسین یا انواع هورمون تولید می‌کنند.
تشخیص کارسینوم‌های تمایز نیافته از روی مورفولوژی آن‌ها مشکل است ولی از آن جایی که کارسینوم معمولاً حاوی کراتین هستند، تشخیص کراتین با استفاده از ایمونوهیستوشیمی به تشخیص و نوع درمان این تومورها کمک می‌کند.
ایمونوهیستوشیمی:یک واکنش متقابل بسیار اختصاصی میان مولکول‌ها یا به عبارت بهتر واکنش میان یک آنتی‌ژن و آنتی بادی آن است.

## جدول بافت‌شناسی
| بافت‌درگیر  | نوع هایپرپلازی | اصطلاح پزشکی |
| ---------- | -------------- | ------------ |
| اپیتلیوم   | خوش‌خیم         | پاپیلوما     |
| اپیتلیوم   | بدخیم          | کارسینوما    |
| بافت همبند | خوش‌خیم         | --           |
| بافت همبند | بدخیم          | سارکوما      |
| غدد        | خوش‌خیم         | آدنوم        |
| غدد        | بدخیم          | آدنوکارسینوم |